# Lányok a szomszédból
A Lányok a szomszédból (The Wilde Girls) 2001-ben bemutatott amerikai filmdráma Olivia Newton-John és lánya, Chloé Lattanzi főszereplésével. A Georgiában és Los Angelesben játszódó filmet teljes egészében Ausztráliában (Gold Coast, Queensland) forgatták.

## Cselekmény
|  | Alább a cselekmény részletei következnek! |

Jasmine Wilde, az egykori híres énekesnő visszavonultan él egy georgiai városkában, ahol állatorvosként dolgozik és állatmenhelyet vezet. Mikor senki sem látja, saját örömére még szokott énekelni.
Izzy nevű tini korú lányát egyedül próbálja nevelni a szokásos amerikai értékrend mentén, énekesi múltját még lánya elől is eltitkolja. Izzy édesanyja tehetségét örökölvén kiválóan énekel, énekesi karrierről álmodozik. Három osztálytársnőjével lelkesen készül az iskola tehetségkutató versenyére énektanárnője, Sierra segítségével. Jasmine meglepő módon egyáltalán nem örül lánya énekesi terveinek, minden áron megpróbálja visszatartani. Megpróbálja megértetni vele, hogy az alkohollal, drogokkal teli zenei világ, az énekesi karrier, a siker és a pénz egyáltalán nem tesz boldoggá.
Noha rendszeresen meghozatja a Rolling Stone magazint, csak az egyik oldalt nézi át, ahol évek óta mindig megjelenik egy pár soros apróhirdetés: „Jazz, minden nap gondolok rád. A szokott boltban. Toby”. Az újságokat ezután olvasatlanul teszi el egy elrejtett papírdobozba, énekesi múltjának emlékei mellé. Egy napon ládára állva próbálja meg a legújabb magazint a dobozba tenni, de közben megbotlik, a doboz leesik, minden kihullik belőle. Izzy odarohan anyjához felsegíteni, ekkor a földön észrevesz egy régi újságot, a címlapján egy Jasmine-t ábrázoló fotóval. Megdöbbenve tudja meg a titkot, édesanyja egykor híres énekesnő volt.
Miután komolyan elbeszélgetnek, Jasmine elmondja, visszavonulásának fő oka az volt, hogy lánya normális, emberi környezetben nevelkedhessen, távol a zeneüzlet könyörtelen „szex, drog, rock and roll” világától. Azt is elmondja, Izzy apja, Toby is híres zenész volt, de gyerek és család helyett inkább a karriert választotta. Egy régi CD lemez is előkerül, Izzy először hallhatja édesanyját lemezről énekelni, le van nyűgözve hangjától. A családi titok megismerése után azonban még inkább vágyik a karrierre. Anya és lánya elbeszélgetnek, majd játékosan megegyeznek, ők lesznek a Wilde Girls, akik csak önmaguktól és egymástól, nem pedig a férfiaktól függenek.
Sierra, Izzy énektanára, egyben Jasmine legjobb barátnője felfigyel Izzy különleges énekesi tehetségére és titokban odahív a városkába egy Dan nevű Los Angeles-i producert, hogy megnézze az iskola tehetségkutató versenyén. Dant azonban Jasmine jobban érdekli Izzynél. Jasmine a műsor előtt közvetlenül szembesül vele, hogy neki is színpadra kell lépnie. Mivel olyan helyzet elé állítják, amit nem tud kikerülni, 14 év után először kénytelen fellépni. Elkezd egy dalt énekelni saját gitárkíséretével, de a fellépéstől való félelem és a régi emlékek olyan erővel törnek fel, hogy elsírja magát éneklés közben, a dalt nem tudja végigénekelni. A csalódott Dan már elmenőben van, amikor meghallja a gyorsan színpadra hívott Izzy különleges tehetségű előadását, akit ezután meghív egy Los Angelesi stúdióba próbafelvétel készítésére.
Jasmine a munkája és a hamarosan nyíló kutyakiállításra készülődés miatt otthon kellene maradjon, 14 éves lányát egyedül semmiképpen nem engedi el egy „gonosz helyre egy gonosz városban”.
Anya és lánya között csúnya veszekedés következik, Izzy élete álmának elrontásával vádolja anyját, aki azonban azzal vág vissza, egyszer egy napon még hálás lesz neki ezért. A vita végén Izzy sírva elrohan. Az énektanárnő elmeséli addig titkolt történetét. Most ugyan kisvárosi énektanárnő, de ő is próbálkozott a sikerrel Los Angelesben. Noha élete álma a kezdeti sikerek után teljes kudarcot vallott, azóta is bánja, hogy feladta. A beszélgetés után Jasmine mégis beleegyezik az egyhetes útba és a próbafelvételbe.
Az első felvétel után Dan Izzyt kiemelkedő tehetségnek véli, anyját biztosítja, hogy ne aggódjon, megfelelő védelmet nyújt a fiatal sztárok számára, de Jasmine csak fenntartásokkal hisz neki. A városban Jasmine felkeresi Tobyt, Izzy rég nem látott apját, aki időközben szintén visszavonult, de rég meglévő hangszerüzlete továbbra is működik. Beszélgetésük régi sebeket tép fel. Toby elmondja, azóta is bánja, hogy elhagyta Jasminet. Az akkori körülményeket, a sztáréletet okolja szakításukért, ami után szinte azonnal keresni kezdte a lányt, de már nem találta meg. Jasmine elővesz egy fotót, majd odanyújtja Tobynak, „ő Isabella Jane, a lányod”, majd elhívja, hogy életében először találkozzon vele.
A találkozóra éppen egy hangfelvétel alatt kerül sor a stúdióban. Az érzelmek minden oldalról a magasba csapnak. Toby kedvesemnek nevezi sosem látott lányát, aki sírva válaszolja, ne nevezze kedvesemnek, és számonkéri, miért hagyta el az anyját. Toby elmondja, szinte azonnal megbánta a dolgot. Mivel sehol sem találta Jasminet, még magándetektíveket is fogadott a megkeresésére, 14 éve folyamatosan jelenteti meg apróhirdetését a Rolling Stone magazinban, minden eredmény nélkül.
Ekkor furcsa fordulatot vesz a történet. Izzy a megtalált magazinokból tudja, Jasmine folyamatosan olvassa azokat, így tudnia kellett Toby kereséséről, mégsem válaszolt rájuk soha. Anyja szemére hányja a hazugságot az őket elhagyó apáról, majd sírva kirohan a házból. Jasmine utánamegy, majd annyit mond, ez egy bonyolult történet, valamint elhatározta, hogy hazautazik Georgiába. Izzy ha akar, maradhat Sierrával, próbálja meg saját álmait követni. Otthon 14 év tévedéseivel és hazugságaival szembesülve járkál az üressé vált házban. Leül a zongora mellé és egy új dalt ír Bízz önmagadban (Trust Yourself) címmel.
Izzynek a jól sikerült próbafelvételek után szerződést ajánlanak. Gyorsan alkalmazkodik új környezetéhez, lassan sztárnak kezdi gondolni magát, az eset óta anyjával sem akar beszélni. Sierra elmondja neki is saját, nagyon hasonló történetét, aminek rossz vége lett. Egy éjszaka a 14 éves Izzy kifestve, kihívóan öltözve elszökik egy klubba, hogy megkeresse a stúdió zenekarának ott fellépő gitárosát, akibe kezd beleszeretni. A zűrös környéken lévő igen gyanús lebujban először 23 évesnek és a zenész testvérének mondja magát, de a beengedőemberen nem tud kifogni. Nem mehet be, de az előtérben megvárhatja a gitárost. Műsor után találkoznak, de csalódottam kell tudomásul vennie, hogy a zenész csak egy kislányt lát benne.
Sierra és a menedzser szerencsésen megtalálják őket, a gitáros sem élt vissza a helyzettel és a lány fiatal korával. Miután hazaérnek, Izzy elárulja, hogy belátta, reménytelenül fiatal a karrierhez és a nagyvárosi éjszakai élethez, valójában visszavágyik édesanyjához.
Másnap meglátogatja apját az üzletben, aki elmondja, minden vágya lenne, hogy együtt lehessen a család. Izzy rábeszéli, jöjjön vele haza Georgiába, legalább egy kis időre.
Jasmine a kisvárosi étterem tulajával, jó ismerősével elbeszélgetve elárulja, hogy a színpadtól és az élő előadásoktól való félelme miatt hagyott fel énekesi karrierjével. Egyik este állatkórházi kolléganője invitálására elmegy a vendéglőbe, ahol ismerős hang üti meg a fülét, az esti fellépő a titokban hazatért Izzy. Még egy meglepetés várja, Toby is vele érkezett. Félelmét leküzdve felmegy a színpadra és lányával közösen elénekel egy dalt. A kis család élete talán jóra fordul.
|  | Itt a vége a cselekmény részletezésének! |

## Érdekesség
Olivia Newton-John gyermekkorában valóban állatorvos, vagy legalább állatgondozó szeretett volna lenni, ez a vágya az énekesi karrier miatt nem valósult meg. Az állatok és főként a kutyák iránti szeretete mindig is közismert volt, birtokán kóbor kutyákat is befogadott és gondozott. Slow Down Jackson címmel dalt is énekelt legkedvesebb kutyájáról, mely Clearly Love című lemezén hallható. Alig volt tízéves, mikor egy lovát ostorral verő kocsis elé állt, rákiabált, hogy azonnal hagyja abba, majd megpróbálta elvenni az ostorát. A Melbourne-i egyetem területén lévő szolgálati házukba a szabályzat tiltása ellenére rendszeresen vitt haza kidobott állatokat gyermekkorában.
Több hasonlóság is mutatkozik Olivia és az általa megformált Jasmine között. Akárcsak Jasmine, ő is inkább egy csendes, nyugodt életre vágyott. Egy időben hisztérikus sikerei ellenére szinte fóbiásan félt az élő koncertektől, hogy éneklés közben elfelejti a dalszövegeket.

## A film dalai
A film dalai a Trust Yourself kivételével nem jelentek meg albumon.
- Bye Bye Blackbird – A film főszereplője, Jasmine – noha új környezete elől eltitkolja, hogy egykor híres énekesnő volt– hobbiból továbbra is énekel és gitározik. A film is egy ilyen dallal kezdődik, melyet Jasmine az állatkórházban saját gitárjátékával kísérve énekel, ez a Bye Bye Blackbird egy 1926-ból való örökzöld dal, Ray Henderson és Mort Dixon szerzeménye. Az évek alatt rengeteg előadó dolgozta fel, a magyar közönség többek között az Express együttestől ismerheti. A dal magyar címe Szállj, szállj madár.
- Rockin'Robin – Ezt a dalt énekli Izzy a tehetségkutató versenyen osztálytársnőivel. A Billboard második helyezést elért dalt eredetileg Bobby Day énekelte 1958-ban. A rock and roll műfajú örökzöldet számos előadó feldolgozta az évek folyamán.
- Trust Yourself – A film egy jelenetében a családi hazugságba belefáradt Jasmine ír egy dalt, Trust Yourself címmel. A dalt valójában is Olivia írta 1994-ben megjelent Gaia: One Woman's Journey című albumának nyitódalaként. A dal a filmben teljesen más hangszerelésben hallható, mint a hét évvel korábbi albumon. Az album dalainak szövegkörnyezetében nehezen értelmezhető dal a film cselekményével teljes összhangban van.
- At Last – Harry Warren és Mack Gordon dala, Chloé Lattanzi énekli.
- You Loved Me Into It – Oliva Newton-John szerzeménye és előadása.

## Főszereplők
- Olivia Newton-John – Jasmine „Jazz” Wilde, állatorvos, egykori híres popsztár
- Chloé Lattanzi – Izzy, Jasmine lánya
- Swoosie Kurtz – Sierra Lambert, Izzy tanára és Jasmine legjobb barátja
- Robert Lewis Stephenson – Dan Vito, Los Angeles-i producer
- Jerome Ehlers – Toby, Izzy édesapja, egykori zenész

## Magyarországi forgalmazás
A filmet nálunk nem vetítették moziban, nem jelent meg sem kazettán sem DVD lemezen. Tévéadásról nincs pontos információ. A film a YouTube oldalon magyar szinkron és felirat nélkül, részletekre bontva megtekinthető.

### A film magyar címének eredete
Olivia Newton-John a hetvenes évek során a kedves, szolid, szinte az ártatlanságig tiszta lány képét keltette a nézőkben és dalaiban. Ennek a korszaknak a legtisztább megnyilvánulása Sandy szerepe volt a Grease című filmben. Az ilyen jellegű karaktereket nevezik az angol nyelvben girl next door-nak, a szomszédban lakó lánynak.

## Díj
Young Artist Award – Chloé Rose Lattanzi legjobb fiatal főszereplő jelölés